# FA Cup de 2014–15

## Regulamento
A Copa da Inglaterra, apesar de ser uma competição grande, tem um regulamento simples: as equipes se enfrentam em apenas um jogo, quem ganhar avança de fase, no caso de empate é necessário um jogo de desempate com o mando de campo invertido, e no caso de empate novamente, uma prorrogação seguida de pênaltis, caso ainda persista o empate. O campeão tem uma vaga na Liga Europa da UEFA de 2015-16, caso o campeão tenha vaga na Liga dos Campeões da UEFA de 2015-16 a vaga é dada ao vice-campeão e assim em diante.

## Calendário
| Rodada           | Clubes restantes | Clubes envolvidos | Ganhadores da rodada anterior | Novas entradas nessa rodada | Ligas entrando nessa rodada                 |
| ---------------- | ---------------- | ----------------- | ----------------------------- | --------------------------- | ------------------------------------------- |
| Primeira Rodada  | 124              | 80                | 32                            | 48                          | Football League One Football League Two     |
| Segunda Rodada   | 84               | 40                | 40                            | nenhum                      | nenhum                                      |
| Terceira Rodada  | 64               | 64                | 20                            | 44                          | Premier League Football League Championship |
| 16 avos de Final | 32               | 32                | 32                            | nenhum                      | nenhum                                      |
| Oitavas de Final | 16               | 16                | 16                            | nenhum                      | nenhum                                      |
| Quartas de Final | 8                | 8                 | 8                             | nenhum                      | nenhum                                      |
| Semifinais       | 4                | 4                 | 4                             | nenhum                      | nenhum                                      |
| Final            | 2                | 2                 | 2                             | nenhum                      | nenhum                                      |

Resultados da FA Cup.

## Primeira fase
Todos os horários são baseados no horário (UTC+0) do Meridiano de Greenwich
| 7 de novembro de 2014 | Warrington Town | 1–0 | Exeter City | Cantilever Park, Warrington         |  |
| 19:55                 | Robinson 7'     |     |             | Público: 2,400 Árbitro: David Coote |  |

| 8 de Novembro de 2014 | Yeovil Town | 1–0 | Crawley Town | Huish Park, Yeovil                 |  |
| 15:00                 | Hiwula 7'   |     |              | Público: 2,355 Árbitro: Phil Gibbs |  |

| 8 de Novembro de 2014 | York City | 1–1 | AFC Wimbledon | Bootham Crescent, York             |  |
| 15:00                 | Hyde 8'   |     | Frampton 22'  | Público: 2,085 Árbitro: Mark Brown |  |

| 18 de Novembro de 2014 R | AFC Wimbledon                | 3–1 | York City   | Kingsmeadow, Kingston upon Thames    |  |
| 19:45                    | Smith 71' · Tubbs 81', 90+1' |     | Fletcher 5' | Público: 2,048 Árbitro: Peter Bankes |  |

| 8 de Novembro de 2014 | Walsall           | 2–2 | Shrewsbury Town        | Bescot Stadium, Walsall                |  |
| 15:00                 | Bradshaw 56', 90' |     | Ellis 5' · Collins 61' | Público: 3,546 Árbitro: Darren Deadman |  |

| 18 de Novembro de 2014 R | Shrewsbury Town | 1–0 | Walsall | New Meadow, Shrewsbury                 |  |
| 19:45                    | Lawrence 53'    |     |         | Público: 4,222 Árbitro: Darren Deadman |  |

| 8 de Novembro de 2014 | Eastleigh                    | 2–1 | Lincoln City | Ten Acres, Eastleigh                |  |
| 15:00                 | McAllister 9' · Strevens 90' |     | Sam-Yorke 3' | Público: 873 Árbitro: Nick Kinseley |  |

| 8 de Novembro de 2014 | Basingstoke Town | 1–1 | A.F.C. Telford United | The Camrose, Basingstoke               |  |
| 15:00                 | Flood 50'        |     | McDonald 18'          | Público: 1,251 Árbitro: Richard Martin |  |

| 18 de Novembro de 2014 R | A.F.C. Telford United | 2–1 | Basingstoke Town | New Bucks Head, Telford            |  |
| 19:45                    | Parry 11' · Gray 33'  |     | Soares 52'       | Público: 1,006 Árbitro: Carl Berry |  |

| 8 de Novembro de 2014 | Dagenham & Redbridge | 0–0 | Southport | Victoria Road, Dagenham            |  |
| 15:00                 |                      |     |           | Público: 1,172 Árbitro: Keith Hill |  |

| 18 de Novembro de 2014 R | Southport                           | 2–0 | Dagenham & Redbridge | Merseyrail Community Stadium, Southport |  |
| 19:45                    | Marsden 50' · Hattersley 58' (pen.) |     |                      | Público: 1,472 Árbitro: Darren Drysdale |  |

| 8 de Novembro de 2014 | Peterborough United | 2–1 | Carlisle United | London Road Stadium, Peterborough       |  |
| 15:00                 | Burgess 42', 90'    |     | Asamoah 8'      | Público: 3,168 Árbitro: Scott Mathieson |  |

| 8 de Novembro de 2014 | Cheltenham Town                                     | 5–0 | Swindon Town | Whaddon Road, Cheltenham             |  |
| 15:00                 | Harrison 10', 53', 84' · Gornell 36' · Richards 72' |     |              | Público: 3,470 Árbitro: Carl Boyeson |  |

| 8 de Novembro de 2014 | Bromley                               | 3–4 | Dartford                                                     | Hayes Lane, Bromley                    |  |
| 15:00                 | Dennis 1' · Ademola 58' · Waldren 73' |     | Harris 48' · Hayes 57' · E. Bradbrook 65' · T. Bradbrook 81' | Público: 4,105 Árbitro: Steven Rushton |  |

| 8 de Novembro de 2014 | Barnet    | 1–3 | Wycombe Wanderers                       | The Hive Stadium, Barnet                |  |
| 15:00                 | Akinde 3' |     | Hayes 34' (pen) · Pierre 59' · Wood 74' | Público: 2,410 Árbitro: Oliver Langford |  |

| 8 de Novembro de 2014 | Gillingham        | 1–2 | Bristol City                         | Priestfield Stadium, Gillingham    |  |
| 15:00                 | Kedwell 81' (pen) |     | Cunningham 40' · Emmanuel-Thomas 77' | Público: 2,654 Árbitro: Pat Miller |  |

| 8 de Novembro de 2014 | Crewe Alexandra | 0–0 | Sheffield United | Gresty Road, Crewe                   |  |
| 15:00                 |                 |     |                  | Público: 3,222 Árbitro: Mick Russell |  |

| 18 de Novembro de 2014 R | Sheffield United | 2–0 | Crewe Alexandra | Bramall Lane, Sheffield                  |  |
| 19:45                    | Flynn 19', 77'   |     |                 | Público: 5,987 Árbitro: Geoff Eltringham |  |

| 8 de Novembro de 2014 | Grimsby Town | 1–3 | Oxford United               | Blundell Park, Cleethorpes             |  |
| 15:00                 | Pearson 80'  |     | Roberts 35', 42' · Rose 51' | Público: 3,241 Árbitro: Chris Kavanagh |  |

| 8 de Novembro de 2014 | Tranmere Rovers | 1–0 | Bristol Rovers | Prenton Park, Tranmere                 |  |
| 15:00                 | Power 54' (pen) |     |                | Público: 3,559 Árbitro: Darren England |  |

| 8 de Novembro de 2014 | Southend United | 1–2 | Chester                 | Roots Hall, Southend                   |  |
| 15:00                 | Corr 31' (pen)  |     | Heneghan 5' · Mahon 51' | Público: 4,047 Árbitro: Graham Horwood |  |

| 8 de Novembro de 2014 | Luton Town                                            | 4–2 | Newport County               | Kenilworth Road, Luton                  |  |
| 15:00                 | Guttridge 40' · Benson 58' · Miller 77' · Howells 86' |     | Klukowksi 51' · O'Connor 64' | Público: 3,656 Árbitro: Chris Sarginson |  |

| 8 de Novembro de 2014 | Bury                                    | 3–1 | Hemel Hempstead Town | Gigg Lane, Bury                     |  |
| 15:00                 | Tutte 16' · Cameron 88' · Nardiello 90' |     | Potton 10'           | Público: 2,944 Árbitro: Andy Haines |  |

| 8 de Novembro de 2014 | Cambridge United | 1–0 | Fleetwood Town | Abbey Stadium, Cambridge            |  |
| 15:00                 | Appiah 80'       |     |                | Público: 2,870 Árbitro: Gary Sutton |  |

| 8 de Novembro de 2014 | Northampton Town | 0–0 | Rochdale | Sixfields Stadium, Northampton        |  |
| 15:00                 |                  |     |          | Público: 2,790 Árbitro: Kevin Johnson |  |

| 18 de Novembro de 2014 R | Rochdale                             | 2–1 | Northampton Town | Spotland, Rochdale                    |  |
| 19:45                    | Noble-Lazarus 85' · Lancashire 90+4' |     | Toney 4'         | Público: 1,717 Árbitro: Richard Clark |  |

| 8 de Novembro de 2014 | Dover Athletic | 1–0 | Morecambe | Crabble Athletic Ground, River       |  |
| 15:00                 | Payne 45'      |     |           | Público: 1,609 Árbitro: Michael Bull |  |

| 8 de Novembro de 2014 | Port Vale                           | 3–4 | Milton Keynes Dons                           | Vale Park, Burslem, Staffordshire          |  |
| 15:00                 | Williamson 11' · N'Guessan 44', 85' |     | Afobe 31', 59' (pen) · Baker 40' · Green 81' | Público: 4,120 Árbitro: Charles Breakspear |  |

| 8 de Novembro de 2014 | Plymouth Argyle (4)      | 2–0 | AFC Fylde | Home Park, Plymouth                     |  |
| 15:00                 | Hartley 28' · Morgan 69' |     |           | Público: 5,153 Árbitro: James Linington |  |

| 8 de Novembro de 2014 | Barnsley                                         | 5–0 | Burton Albion | Oakwell, Barnsley                  |  |
| 15:00                 | Winnall 40', 42', 74' · Hourihane 76' · Cole 83' |     |               | Público: 5,158 Árbitro: David Webb |  |

| 8 de Novembro de 2014 | Hartlepool United (4) | 2–0 | East Thurrock United | Victoria Park, Hartlepool         |  |
| 15:00                 | Franks 32', 86'       |     |                      | Público: 2,800 Árbitro: Ben Toner |  |

| 8 de Novembro de 2014 | Oldham Athletic | 1–0 | Leyton Orient | Boundary Park, Oldham                   |  |
| 15:00                 | Jones 38'       |     |               | Público: 3,034 Árbitro: Seb Stockbridge |  |

| 9 de Novembro de 2014 | Halifax Town | 1–2 | Bradford City          | The Shay, Halifax                   |  |
| 12:00                 | Maynard 3'   |     | Stead 50' · Morais 53' | Público: 8,042 Árbitro: Andy D'Urso |  |

| 9 de Novembro de 2014 | Coventry City | 1–2 | Worcester City        | Ricoh Arena, Coventry              |  |
| 14:00                 | Johnson 81'   |     | Geddes 41' (pen), 55' | Público: 8,439 Árbitro: Ross Joyce |  |

| 9 de Novembro de 2014 | Braintree Town | 0–6 | Chesterfield                                                       | Cressing Road, Braintree               |  |
| 14:00                 |                |     | Doyle 20', 90' O'Shea 30' · Clucas 45' · Roberts 53' · Clerima 74' | Público: 1,206 Árbitro: Brendan Malone |  |

| 9 de Novembro de 2014 | Portsmouth                       | 2–2 | Aldershot Town             | Fratton Park, Portsmouth              |  |
| 14:00                 | Wallace 16' (pen) · Hollands 81' |     | Roberts 45' · Molesley 68' | Público: 11,095 Árbitro: Paul Tierney |  |

| 19 de Novembro de 2014 R | Aldershot Town | 1–0 | Portsmouth | Electrical Services Stadium, Aldershot |  |
| 19:45                    | Molesley 81'   |     |            | Público: 5,374 Árbitro: Stuart Attwell |  |

| 9 de Novembro de 2014 | Wrexham                            | 3–0 | Woking | Racecourse Ground, Wrexham            |  |
| 14:00                 | Ashton 19' · York 36' · Bishop 43' |     |        | Público: 2,253 Árbitro: Simon Bennett |  |

| 9 de Novembro de 2014 | Blyth Spartans                        | 4–1 | Altrincham F.C. | Croft Park, Blyth                  |  |
| 14:00                 | Dale 4' (pen), 86' · Maguire 61' (88) |     | Perry 72'       | Público: 1,763 Árbitro: Martin Coy |  |

| 9 de Novembro de 2014 | Forest Green Rovers | 0–2 | Scunthorpe United   | The New Lawn, Nailsworth             |  |
| 14:00                 |                     |     | McSheffrey 20', 60' | Público: 1,791 Árbitro: Graham Scott |  |

| 9 de Novembro de 2014 | Gosport Borough               | 3–6 | Colchester United                                                      | Privett Park, Gosport               |  |
| 14:00                 | Bennett 39', 53' · Wort 90+3' |     | Massey 14' · Watt 21' · Sears 26', 78' · Gilbey 45+1' · Szmodics 90+2' | Público: 2,013 Árbitro: Lee Collins |  |

| 9 de Novembro de 2014 | Norton United | 0–4 | Gateshead                          | Norton Cricket Club & MW Institute, Stoke-on-Trent |  |
| 14:00                 |               |     | Rodman 11' · Ramshaw 39', 43', 74' | Público: 1,762 Árbitro: Lee Swabey                 |  |

| 9 de Novembro de 2014 | Stevenage | 0–0 | Maidstone United | Broadhall Way, Stevenage               |  |
| 14:00                 |           |     |                  | Público: 2,935 Árbitro: Brett Huxtable |  |

| 20 de Novembro de 2014 R | Maidstone United | 2–1 | Stevenage   | Gallagher Stadium, Maidstone         |  |
| 19:45                    | Collin 2', 87'   |     | Charles 47' | Público: 2,226 Árbitro: Simon Hooper |  |

| 9 de Novembro de 2014 | Notts County | 0–0 | Accrington Stanley | Meadow Lane, Nottingham             |  |
| 15:00                 |              |     |                    | Público: 3,661 Árbitro: Darren Bond |  |

| 18 de Novembro de 2014 R | Accrington Stanley     | 2–1 | Notts County | Crown Ground, Accrington               |  |
| 19:45                    | Joyce 45' · Carver 49' |     | Murray 12'   | Público: 1,026 Árbitro: Eddie Ilderton |  |

| 10 de Novembro de 2014 | Havant & Waterlooville | 0–3 | Preston North End           | West Leigh Park, Havant                |  |
| 20:00                  |                        |     | Robinson 7', 30', 81' (pen) | Público: 2,382 Árbitro: Stephen Martin |  |

| 18 de Novembro de 2014 | Weston-super-Mare | 1–4 | Doncaster Rovers                              | Woodspring Stadium, Weston-super-Mare |  |
| 19:45                  | Monelle 90+3'     |     | Main 16', 36' · Coppinger 45+1' · Wellens 64' | Público: 2,949 Árbitro: Tim Robinson  |  |

| 18 de Novembro de 2014 | Mansfield Town | 1–1 | Concord Rangers | Fied Mill, Mansfield                 |  |
| 19:45                  | Glozier 17'    |     | Chiedozie 18'   | Público: 2,023 Árbitro: Kevin Wright |  |

| 25 de Novembro de 2014 R | Concord Rangers | 0–1 | Mansfield Town | The Aspect Arena, Canvey Island     |  |
| 19:45                    |                 |     | Palmer 61'     | Público: 1,537 Árbitro: Andy Davies |  |

|}

## Segunda Fase
id="Hartlepool United v Blyth Spartans">
| 5 de Dezembro de 2014 | Hartlepool United | 1–2 | Blyth Spartans            | Victoria Park, Hartlepool             |  |
| 19:55                 | Franks 31'        |     | Turnbull 56' · Rivers 90' | Público: 3,735 Árbitro: Andrew Madley |  |

| 6 de Dezembro de 2014 | Oxford United    | 2–2 | Tranmere Rovers           | Kassam Stadium, Oxford               |  |
| 15:00                 | Barnett 59', 64' |     | Stockton 33' · Koumas 76' | Público: 4,681 Árbitro: Mark Haywood |  |

| 16 de Dezembro de 2014 R | Tranmere Rovers         | 2-1 | Oxford United | Prenton Park, Birkenhead             |  |
| 19:45                    | Odejayi 36' · Power 76' |     | Potter 29'    | Público: 3,296 Árbitro: Mick Russell |  |

| 6 de Dezembro de 2014 | Bury          | 1–1 | Luton Town | Gigg Lane, Bury                      |  |
| 15:00                 | Nardiello 90' |     | Cullen 51' | Público: 2,790 Árbitro: Nigel Miller |  |

| 16 de Dezembro de 2014 R | Luton Town | 1-0 | Bury | Kenilworth Road, Luton                  |  |
| 19:45                    | Rooney 48' |     |      | Público: 2,923 Árbitro: Oliver Langford |  |

| 6 de Dezembro de 2014 | Accrington Stanley | 1–1 | Yeovil Town | Crown Ground, Accrington                      |  |
| 15:00                 | Aldred 64'         |     | Clarke 30'  | Público: 1,440 Árbitro: Sebastian Stockbridge |  |

| 16 de Dezembro de 2014 R | Yeovil Town             | 2-0 | Accrington Stanley | Huish Park, Yeovil                     |  |
| 19:45                    | Gillett 84' · Moore 88' |     |                    | Público: 6,373 Árbitro: James Linigton |  |

| 6 de Dezembro de 2014 | Milton Keynes Dons | 0–1 | Chesterfield    | Stadium MK, Milton Keynes            |  |
| 15:00                 |                    |     | Gnanduillet 53' | Público: 5,591 Árbitro: Keith Stroud |  |

| 2 de Janeiro de 2015 | Milton Keynes Dons | – [1] | Chesterfield | Stadium MK, Milton Keynes            |  |
| 19:45                |                    |       |              | Público: 5,591 Árbitro: Keith Stroud |  |

| 6 de Dezembro de 2014 | Oldham Athletic | 0–1 | Doncaster Rovers | Boundary Park, Oldham               |  |
| 15:00                 |                 |     | Kusunga 86'      | Público: 3,242 Árbitro: Lee Collins |  |

| 6 de Dezembro de 2014 | Preston North End | 1–0 | Shrewsbury Town | Deepdale, Preston                  |  |
| 15:00                 | Huntington 19'    |     |                 | Público: 6,011 Árbitro: David Webb |  |

| 6 de Dezembro de 2014 | Sheffield United                          | 3–0 | Plymouth Argyle | Bramall Lane, Sheffield             |  |
| 15:00                 | Baxter 55' (pen), 62' (pen) · McNulty 90' |     |                 | Público: 7,348 Árbitro: Gary Sutton |  |

| 6 de Dezembro de 2014 | Cambridge United          | 2–2 | Mansfield Town            | Abbey Stadium, Cambridge            |  |
| 15:00                 | Chadwick 10' · Appiah 90' |     | Bingham 3' · Champion 81' | Público: 3,869 Árbitro: Darren Bond |  |

| 16 de Dezembro de 2014 R | Mansfield Town | 0-1 | Cambridge United | Field Mill, Mansfield                |  |
| 19:45                    |                |     | Kaikai 10'       | Público: 1,920 Árbitro: Carl Boyeson |  |

| 6 de Dezembro de 2014 | Wrexham                           | 3–1 | Maidstone United | Racecourse Ground, Wrexham              |  |
| 17:30                 | Smith 19' · Bishop 57', 87' (pen) |     | Flisher 63'      | Público: 3,093 Árbitro: Scott Mathieson |  |

| 7 de Dezembro de 2014 | Gateshead                  | 2–0 | Warrington Town | Gateshead International Stadium, Gateshead |  |
| 12:00                 | Pattison 8' · Wright 90+1' |     |                 | Público: 2,874 Árbitro: James Adcock       |  |

| 7 de Dezembro de 2014 | Scunthorpe United | 1–1 | Worcester City | Glanford Park, Scunthorpe                |  |
| 14:00                 | Madden 35'        |     | Nti 46'        | Público: 5,606 Árbitro: Graham Salisbury |  |

| 17 de Dezembro de 2014 R | Worcester City  | 1–1 (pro) (13–14 P) | Scunthorpe United  | Aggborough, Kidderminster |  |
| 19:45                    | Sean Geddes 69' |                     | Patrick Madden 45' |                           |  |

| 7 de Dezembro de 2014 | Southport              | 2–1 | Eastleigh     | Merseyrail Community Stadium, Southport  |  |
| 14:00                 | Brodie 45' · Evans 71' |     | Constable 41' | Público: 2,169 Árbitro: Geoff Eltringham |  |

| 7 de Dezembro de 2014 | Barnsley | 0–0    | Chester | Oakwell, Barnsley                      |  |
| 14:00                 |          | Report |         | Público: 7,227 Árbitro: Darren Handley |  |

| 16 de Dezembro de 2014 R | Chester | 0-3 | Barnsley                         | Deva Stadium, Chester              |  |
| 19:45                    |         |     | Hemmings 16' · Jennings 63', 88' | Público: 3,534 Árbitro: Keith Hill |  |

| 7 de Dezembro de 2014 | Bradford City                                    | 4–1 | Dartford  | Coral Windows Stadium, Bradford      |  |
| 14:00                 | Clarke 10' · Stead 31' · Morais 58' · Yeates 59' |     | Noble 64' | Público: 5,373 Árbitro: Andy Woolmer |  |

| 7 de Dezembro de 2014 | Cheltenham Town | 0–1 | Dover Athletic | Whaddon Road, Cheltenham                |  |
| 14:00                 |                 |     | Essam 83'      | Público: 3,552 Árbitro: Dean Whitestone |  |

| 7 de Dezembro de 2014 | Bristol City | 1–0 | AFC Telford United | Ashton Gate, Bristol                   |  |
| 14:00                 | Agard 90'    |     |                    | Público: 6,678 Árbitro: Jeremy Simpson |  |

| 7 de Dezembro de 2014 | Aldershot Town | 0–0 | Rochdale | Electrical Services Stadium, Aldershot |  |
| 14:00                 |                |     |          | Público: 3,143 Árbitro: Philip Gibbs   |  |

| 16 de Dezembro de 2014 R | Rochdale                          | 4-1 | Aldershot Town | Spotland Stadium, Rochdale         |  |
| 19:45                    | Done 31', 81', 88' · Vincenti 75' |     | Fitchett 73'   | Público: 2,077 Árbitro: Mark Brown |  |

| 7 de Dezembro de 2014 | Wycombe Wanderers | 0–1 | AFC Wimbledon | Adams Park, High Wycombe                     |  |
| 14:00                 |                   |     | Rigg 56'      | Público: 3,196 Árbitro: Christopher Kavanagh |  |

| 7 de Dezembro de 2014 | Colchester United | 1–0 | Peterborough United | Colchester Community Stadium, Colchester |  |
| 16:30                 | Moncur 90+1'      |     |                     | Público: 2,905 Árbitro: Tony Harrington  |  |

O jogo foi repetido pois Chesterfield tinha um jogador irregular. ^ 

|}

## Terceira Fase
Nessa rodada entram os times da Barclays Premier League e da Football League Championship. Os jogos ocorrem entre 3 a 6 de Janeiro de 2015. Horários seguem o Horário de Verão
| Equipe 1             | Total     | Equipe 2                | 1.º jogo | 2.º jogo |
| -------------------- | --------- | ----------------------- | -------- | -------- |
| Chelsea              | 3–0       | Watford                 | 3–0      | –        |
| Millwall             | 3–7       | Bradford City           | 3–3      | 0–4      |
| Sunderland           | 1–0       | Leeds United            | 1–0      | –        |
| Fulham               | 3(5)–3(3) | Wolverhampton Wanderers | 0–0      | 3–3      |
| Derby County         | 1–0       | Southport               | 1–0      | –        |
| Scunthorpe United    | 2–4       | Chesterfield            | 2–2      | 0–2(pro) |
| Cardiff City         | 3–1       | Colchester United       | 3–1      | –        |
| Huddersfield Town    | 0–1       | Reading                 | 0–1      | –        |
| Preston North End    | 2–0       | Norwich City            | 2–0      | –        |
| Queens Park Rangers  | 0–3       | Sheffield United        | 0–3      | –        |
| Cambridge United     | 2–1       | Luton Town              | 2–1      | –        |
| Yeovil Town          | 0–2       | Manchester United       | 0–2      | –        |
| Brentford            | 0–2       | Brighton & Hove Albion  | 0–2      | –        |
| Arsenal              | 2–0       | Hull City               | 2–0      | –        |
| Manchester City      | 2–1       | Sheffield Wednesday     | 2–1      | –        |
| Barnsley             | 0–2       | Middlesbrough           | 0–2      | –        |
| Aston Villa          | 1–0       | Blackpool               | 1–0      | –        |
| Rotherham United     | 1–5       | A.F.C. Bournemouth      | 1–5      | –        |
| Burnley              | 3–5       | Tottenham Hotspur       | 1–1      | 2–4      |
| Leicester City       | 1–0       | Newcastle United        | 1–0      | –        |
| Blyth Spartans       | 2–3       | Birmingham City         | 2–3      | –        |
| West Bromwich Albion | 7–0       | Gateshead               | 7–0      | –        |
| Doncaster Rovers     | 1–3       | Bristol City            | 1–1      | 0–2      |
| Everton              | 3(8)–3(9) | West Ham United         | 1–1      | 2–2      |
| Southampton          | 2–1       | Ipswich Town            | 1–1      | 1–0      |
| Dover Athletic       | 0–4       | Crystal Palace          | 0–4      | –        |
| AFC Wimbledon        | 1–2       | Liverpool               | 1–2      | –        |
| Bolton Wanderers     | 1–0       | Wigan Athletic          | 1–0      | –        |
| Charlton Athletic    | 1–2       | Blackburn Rovers        | 1–2      | –        |
| Tranmere Rovers      | 2–6       | Swansea City            | 2–6      | –        |
| Rochdale             | 1–0       | Nottingham Forest       | 1–0      | –        |
| Stoke City           | 3–1       | Wrexham                 | 3–1      | –        |

## Fase Final
As semifinais e final ocorrerão  no Wembley Stadium em Londres
|  | Dezesseis-avos-de-finais 23 de Janeiro a 4 de Fevereiro | Dezesseis-avos-de-finais 23 de Janeiro a 4 de Fevereiro | Dezesseis-avos-de-finais 23 de Janeiro a 4 de Fevereiro |               |                   | Oitavas-de-finais 14 a 16 de Fevereiro | Oitavas-de-finais 14 a 16 de Fevereiro | Oitavas-de-finais 14 a 16 de Fevereiro |  |                   | Quartas-de-finais 7 de Março a 8 de Abril | Quartas-de-finais 7 de Março a 8 de Abril | Quartas-de-finais 7 de Março a 8 de Abril |             |   | Semi-finais 18 e 19 de Abril | Semi-finais 18 e 19 de Abril | Semi-finais 18 e 19 de Abril |  |         | Final 30 de Maio | Final 30 de Maio | Final 30 de Maio |
|  |                                                         |                                                         |                                                         |               |                   |                                        |                                        |                                        |  |                   |                                           |                                           |                                           |             |   |                              |                              |                              |  |         |                  |                  |                  |
|  | Chelsea                                                 | 1                                                       | -                                                       |               |                   |                                        |                                        |                                        |  |                   |                                           |                                           |                                           |             |   |                              |                              |                              |  |         |                  |                  |                  |
|  | Queens Park Rangers                                     | 2                                                       | -                                                       |               |                   |                                        |                                        |                                        |  |                   |                                           |                                           |                                           |             |   |                              |                              |                              |  |         |                  |                  |                  |
|  | Queens Park Rangers                                     | 2                                                       | -                                                       |               | Bradford City     | 2                                      | -                                      |                                        |  |                   |                                           |                                           |                                           |             |   |                              |                              |                              |  |         |                  |                  |                  |
|  |                                                         |                                                         |                                                         |               | Bradford City     | 2                                      | -                                      |                                        |  |                   |                                           |                                           |                                           |             |   |                              |                              |                              |  |         |                  |                  |                  |
|  |                                                         | Sunderland                                              | 0                                                       | -             |                   |                                        |                                        |                                        |  |                   |                                           |                                           |                                           |             |   |                              |                              |                              |  |         |                  |                  |                  |
|  | Southampton                                             | Sunderland                                              | 0                                                       | -             | 5                 | 0                                      |                                        |                                        |  |                   |                                           |                                           |                                           |             |   |                              |                              |                              |  |         |                  |                  |                  |
|  | Southampton                                             |                                                         |                                                         |               | 5                 | 0                                      |                                        |                                        |  |                   |                                           |                                           |                                           |             |   |                              |                              |                              |  |         |                  |                  |                  |
|  | Norwich City                                            | 0                                                       | 0                                                       |               |                   |                                        |                                        |                                        |  |                   |                                           |                                           |                                           |             |   |                              |                              |                              |  |         |                  |                  |                  |
|  | Norwich City                                            | 0                                                       | 0                                                       |               |                   |                                        |                                        |                                        |  | Bradford City     | 0                                         | 0                                         |                                           |             |   |                              |                              |                              |  |         |                  |                  |                  |
|  |                                                         |                                                         |                                                         |               |                   |                                        |                                        |                                        |  | Bradford City     | 0                                         | 0                                         |                                           |             |   |                              |                              |                              |  |         |                  |                  |                  |
|  |                                                         | Reading                                                 | 0                                                       | 3             |                   |                                        |                                        |                                        |  |                   |                                           |                                           |                                           |             |   |                              |                              |                              |  |         |                  |                  |                  |
|  | Everton                                                 | Reading                                                 | 0                                                       | 3             | 2                 | -                                      |                                        |                                        |  |                   |                                           |                                           |                                           |             |   |                              |                              |                              |  |         |                  |                  |                  |
|  | Everton                                                 |                                                         |                                                         |               | 2                 | -                                      |                                        |                                        |  |                   |                                           |                                           |                                           |             |   |                              |                              |                              |  |         |                  |                  |                  |
|  | Sheffield United                                        | 0                                                       | -                                                       |               |                   |                                        |                                        |                                        |  |                   |                                           |                                           |                                           |             |   |                              |                              |                              |  |         |                  |                  |                  |
|  | Sheffield United                                        | 0                                                       | -                                                       |               | Derby County      | 1                                      | -                                      |                                        |  |                   |                                           |                                           |                                           |             |   |                              |                              |                              |  |         |                  |                  |                  |
|  |                                                         |                                                         |                                                         |               | Derby County      | 1                                      | -                                      |                                        |  |                   |                                           |                                           |                                           |             |   |                              |                              |                              |  |         |                  |                  |                  |
|  |                                                         | Reading                                                 | 2                                                       | -             |                   |                                        |                                        |                                        |  |                   |                                           |                                           |                                           |             |   |                              |                              |                              |  |         |                  |                  |                  |
|  | Cardiff City                                            | Reading                                                 | 2                                                       | -             | 1                 | -                                      |                                        |                                        |  |                   |                                           |                                           |                                           |             |   |                              |                              |                              |  |         |                  |                  |                  |
|  | Cardiff City                                            |                                                         |                                                         |               | 1                 | -                                      |                                        |                                        |  |                   |                                           |                                           |                                           |             |   |                              |                              |                              |  |         |                  |                  |                  |
|  | Arsenal                                                 | 2                                                       | -                                                       |               |                   |                                        |                                        |                                        |  |                   |                                           |                                           |                                           |             |   |                              |                              |                              |  |         |                  |                  |                  |
|  | Arsenal                                                 | 2                                                       | -                                                       |               |                   |                                        |                                        |                                        |  |                   |                                           |                                           |                                           | Reading     | 1 | -                            |                              |                              |  |         |                  |                  |                  |
|  |                                                         |                                                         |                                                         |               |                   |                                        |                                        |                                        |  |                   |                                           |                                           |                                           | Reading     | 1 | -                            |                              |                              |  |         |                  |                  |                  |
|  |                                                         |                                                         |                                                         | Arsenal (pro) | 2                 | -                                      |                                        |                                        |  |                   |                                           |                                           |                                           |             |   |                              |                              |                              |  |         |                  |                  |                  |
|  | Preston North End                                       | 1                                                       | 3                                                       | Arsenal (pro) | 2                 | -                                      |                                        |                                        |  |                   |                                           |                                           |                                           |             |   |                              |                              |                              |  |         |                  |                  |                  |
|  | Preston North End                                       | 1                                                       | 3                                                       |               |                   |                                        |                                        |                                        |  |                   |                                           |                                           |                                           |             |   |                              |                              |                              |  |         |                  |                  |                  |
|  | Liverpool                                               | 1                                                       | 1                                                       |               |                   |                                        |                                        |                                        |  |                   |                                           |                                           |                                           |             |   |                              |                              |                              |  |         |                  |                  |                  |
|  | Liverpool                                               | 1                                                       | 1                                                       |               | Preston North End | 1                                      | -                                      |                                        |  |                   |                                           |                                           |                                           |             |   |                              |                              |                              |  |         |                  |                  |                  |
|  |                                                         |                                                         |                                                         |               | Preston North End | 1                                      | -                                      |                                        |  |                   |                                           |                                           |                                           |             |   |                              |                              |                              |  |         |                  |                  |                  |
|  |                                                         | Manchester United                                       | 3                                                       | -             |                   |                                        |                                        |                                        |  |                   |                                           |                                           |                                           |             |   |                              |                              |                              |  |         |                  |                  |                  |
|  | Cambridge United                                        | Manchester United                                       | 3                                                       | -             | 0                 | 0                                      |                                        |                                        |  |                   |                                           |                                           |                                           |             |   |                              |                              |                              |  |         |                  |                  |                  |
|  | Cambridge United                                        |                                                         |                                                         |               | 0                 | 0                                      |                                        |                                        |  |                   |                                           |                                           |                                           |             |   |                              |                              |                              |  |         |                  |                  |                  |
|  | Manchester United                                       | 0                                                       | 3                                                       |               |                   |                                        |                                        |                                        |  |                   |                                           |                                           |                                           |             |   |                              |                              |                              |  |         |                  |                  |                  |
|  | Manchester United                                       | 0                                                       | 3                                                       |               |                   |                                        |                                        |                                        |  | Manchester United | 1                                         | -                                         |                                           |             |   |                              |                              |                              |  |         |                  |                  |                  |
|  |                                                         |                                                         |                                                         |               |                   |                                        |                                        |                                        |  | Manchester United | 1                                         | -                                         |                                           |             |   |                              |                              |                              |  |         |                  |                  |                  |
|  |                                                         | Arsenal                                                 | 2                                                       | -             |                   |                                        |                                        |                                        |  |                   |                                           |                                           |                                           |             |   |                              |                              |                              |  |         |                  |                  |                  |
|  | Brighton&HoveAlbion                                     | Arsenal                                                 | 2                                                       | -             | 2                 | -                                      |                                        |                                        |  |                   |                                           |                                           |                                           |             |   |                              |                              |                              |  |         |                  |                  |                  |
|  | Brighton&HoveAlbion                                     |                                                         |                                                         |               | 2                 | -                                      |                                        |                                        |  |                   |                                           |                                           |                                           |             |   |                              |                              |                              |  |         |                  |                  |                  |
|  | Watford                                                 | 3                                                       | -                                                       |               |                   |                                        |                                        |                                        |  |                   |                                           |                                           |                                           |             |   |                              |                              |                              |  |         |                  |                  |                  |
|  | Watford                                                 | 3                                                       | -                                                       |               | Arsenal           | 2                                      | -                                      |                                        |  |                   |                                           |                                           |                                           |             |   |                              |                              |                              |  |         |                  |                  |                  |
|  |                                                         |                                                         |                                                         |               | Arsenal           | 2                                      | -                                      |                                        |  |                   |                                           |                                           |                                           |             |   |                              |                              |                              |  |         |                  |                  |                  |
|  |                                                         | Middlesbrough                                           | 0                                                       | -             |                   |                                        |                                        |                                        |  |                   |                                           |                                           |                                           |             |   |                              |                              |                              |  |         |                  |                  |                  |
|  | Manchester City                                         | Middlesbrough                                           | 0                                                       | -             | 0                 | -                                      |                                        |                                        |  |                   |                                           |                                           |                                           |             |   |                              |                              |                              |  |         |                  |                  |                  |
|  | Manchester City                                         |                                                         |                                                         |               | 0                 | -                                      |                                        |                                        |  |                   |                                           |                                           |                                           |             |   |                              |                              |                              |  |         |                  |                  |                  |
|  | Leicester City                                          | 2                                                       | -                                                       |               |                   |                                        |                                        |                                        |  |                   |                                           |                                           |                                           |             |   |                              |                              |                              |  |         |                  |                  |                  |
|  | Leicester City                                          | 2                                                       | -                                                       |               |                   |                                        |                                        |                                        |  |                   |                                           |                                           |                                           |             |   |                              |                              |                              |  | Arsenal | 4                |                  |                  |
|  |                                                         |                                                         |                                                         |               |                   |                                        |                                        |                                        |  |                   |                                           |                                           |                                           |             |   |                              |                              |                              |  | Arsenal | 4                |                  |                  |
|  |                                                         |                                                         |                                                         |               |                   |                                        |                                        |                                        |  |                   |                                           |                                           |                                           |             |   |                              |                              |                              |  |         | Aston Villa      | 0                |                  |
|  | Aston Villa                                             | 2                                                       | -                                                       |               |                   |                                        |                                        |                                        |  |                   |                                           |                                           |                                           |             |   |                              |                              |                              |  |         | Aston Villa      | 0                |                  |
|  | Aston Villa                                             | 2                                                       | -                                                       |               |                   |                                        |                                        |                                        |  |                   |                                           |                                           |                                           |             |   |                              |                              |                              |  |         |                  |                  |                  |
|  | A.F.C. Bournemouth                                      | 1                                                       | -                                                       |               |                   |                                        |                                        |                                        |  |                   |                                           |                                           |                                           |             |   |                              |                              |                              |  |         |                  |                  |                  |
|  | A.F.C. Bournemouth                                      | 1                                                       | -                                                       |               | Aston Villa       | 2                                      | -                                      |                                        |  |                   |                                           |                                           |                                           |             |   |                              |                              |                              |  |         |                  |                  |                  |
|  |                                                         |                                                         |                                                         |               | Aston Villa       | 2                                      | -                                      |                                        |  |                   |                                           |                                           |                                           |             |   |                              |                              |                              |  |         |                  |                  |                  |
|  |                                                         | Leicester City                                          | 1                                                       | -             |                   |                                        |                                        |                                        |  |                   |                                           |                                           |                                           |             |   |                              |                              |                              |  |         |                  |                  |                  |
|  | Tottenham                                               | Leicester City                                          | 1                                                       | -             | 1                 | -                                      |                                        |                                        |  |                   |                                           |                                           |                                           |             |   |                              |                              |                              |  |         |                  |                  |                  |
|  | Tottenham                                               |                                                         |                                                         |               | 1                 | -                                      |                                        |                                        |  |                   |                                           |                                           |                                           |             |   |                              |                              |                              |  |         |                  |                  |                  |
|  | Wolverhampton                                           | 2                                                       | -                                                       |               |                   |                                        |                                        |                                        |  |                   |                                           |                                           |                                           |             |   |                              |                              |                              |  |         |                  |                  |                  |
|  | Wolverhampton                                           | 2                                                       | -                                                       |               |                   |                                        |                                        |                                        |  | Aston Villa       | 2                                         | -                                         |                                           |             |   |                              |                              |                              |  |         |                  |                  |                  |
|  |                                                         |                                                         |                                                         |               |                   |                                        |                                        |                                        |  | Aston Villa       | 2                                         | -                                         |                                           |             |   |                              |                              |                              |  |         |                  |                  |                  |
|  |                                                         | West Bromwich                                           | 0                                                       | -             |                   |                                        |                                        |                                        |  |                   |                                           |                                           |                                           |             |   |                              |                              |                              |  |         |                  |                  |                  |
|  | Birmingham City                                         | West Bromwich                                           | 0                                                       | -             | 1                 | -                                      |                                        |                                        |  |                   |                                           |                                           |                                           |             |   |                              |                              |                              |  |         |                  |                  |                  |
|  | Birmingham City                                         |                                                         |                                                         |               | 1                 | -                                      |                                        |                                        |  |                   |                                           |                                           |                                           |             |   |                              |                              |                              |  |         |                  |                  |                  |
|  | West Bromwich                                           | 2                                                       | -                                                       |               |                   |                                        |                                        |                                        |  |                   |                                           |                                           |                                           |             |   |                              |                              |                              |  |         |                  |                  |                  |
|  | West Bromwich                                           | 2                                                       | -                                                       |               | West Bromwich     | 4                                      | -                                      |                                        |  |                   |                                           |                                           |                                           |             |   |                              |                              |                              |  |         |                  |                  |                  |
|  |                                                         |                                                         |                                                         |               | West Bromwich     | 4                                      | -                                      |                                        |  |                   |                                           |                                           |                                           |             |   |                              |                              |                              |  |         |                  |                  |                  |
|  |                                                         | West Ham United                                         | 0                                                       | -             |                   |                                        |                                        |                                        |  |                   |                                           |                                           |                                           |             |   |                              |                              |                              |  |         |                  |                  |                  |
|  | Bristol City                                            | West Ham United                                         | 0                                                       | -             | 0                 | -                                      |                                        |                                        |  |                   |                                           |                                           |                                           |             |   |                              |                              |                              |  |         |                  |                  |                  |
|  | Bristol City                                            |                                                         |                                                         |               | 0                 | -                                      |                                        |                                        |  |                   |                                           |                                           |                                           |             |   |                              |                              |                              |  |         |                  |                  |                  |
|  | West Ham United                                         | 1                                                       | -                                                       |               |                   |                                        |                                        |                                        |  |                   |                                           |                                           |                                           |             |   |                              |                              |                              |  |         |                  |                  |                  |
|  | West Ham United                                         | 1                                                       | -                                                       |               |                   |                                        |                                        |                                        |  |                   |                                           |                                           |                                           | Aston Villa | 2 | -                            |                              |                              |  |         |                  |                  |                  |
|  |                                                         |                                                         |                                                         |               |                   |                                        |                                        |                                        |  |                   |                                           |                                           |                                           | Aston Villa | 2 | -                            |                              |                              |  |         |                  |                  |                  |
|  |                                                         | Liverpool                                               | 1                                                       | -             |                   |                                        |                                        |                                        |  |                   |                                           |                                           |                                           |             |   |                              |                              |                              |  |         |                  |                  |                  |
|  | Reading                                                 | Liverpool                                               | 1                                                       | -             | 2                 | -                                      |                                        |                                        |  |                   |                                           |                                           |                                           |             |   |                              |                              |                              |  |         |                  |                  |                  |
|  | Reading                                                 |                                                         |                                                         |               | 2                 | -                                      |                                        |                                        |  |                   |                                           |                                           |                                           |             |   |                              |                              |                              |  |         |                  |                  |                  |
|  | Crystal Palace                                          | 3                                                       | -                                                       |               |                   |                                        |                                        |                                        |  |                   |                                           |                                           |                                           |             |   |                              |                              |                              |  |         |                  |                  |                  |
|  | Crystal Palace                                          | 3                                                       | -                                                       |               | Crystal Palace    | 1                                      | -                                      |                                        |  |                   |                                           |                                           |                                           |             |   |                              |                              |                              |  |         |                  |                  |                  |
|  |                                                         |                                                         |                                                         |               | Crystal Palace    | 1                                      | -                                      |                                        |  |                   |                                           |                                           |                                           |             |   |                              |                              |                              |  |         |                  |                  |                  |
|  |                                                         | Liverpool                                               | 2                                                       | -             |                   |                                        |                                        |                                        |  |                   |                                           |                                           |                                           |             |   |                              |                              |                              |  |         |                  |                  |                  |
|  | Fulham                                                  | Liverpool                                               | 2                                                       | -             | 0                 | 2                                      |                                        |                                        |  |                   |                                           |                                           |                                           |             |   |                              |                              |                              |  |         |                  |                  |                  |
|  | Fulham                                                  |                                                         |                                                         |               | 0                 | 2                                      |                                        |                                        |  |                   |                                           |                                           |                                           |             |   |                              |                              |                              |  |         |                  |                  |                  |
|  | Bolton Wanderers                                        | 0                                                       | 1                                                       |               |                   |                                        |                                        |                                        |  |                   |                                           |                                           |                                           |             |   |                              |                              |                              |  |         |                  |                  |                  |
|  | Bolton Wanderers                                        | 0                                                       | 1                                                       |               |                   |                                        |                                        |                                        |  | Liverpool         | 0                                         | 1                                         |                                           |             |   |                              |                              |                              |  |         |                  |                  |                  |
|  |                                                         |                                                         |                                                         |               |                   |                                        |                                        |                                        |  | Liverpool         | 0                                         | 1                                         |                                           |             |   |                              |                              |                              |  |         |                  |                  |                  |
|  |                                                         | Blackburn Rovers                                        | 0                                                       | 0             |                   |                                        |                                        |                                        |  |                   |                                           |                                           |                                           |             |   |                              |                              |                              |  |         |                  |                  |                  |
|  | Blackburn Rovers                                        | Blackburn Rovers                                        | 0                                                       | 0             | 3                 | -                                      |                                        |                                        |  |                   |                                           |                                           |                                           |             |   |                              |                              |                              |  |         |                  |                  |                  |
|  | Blackburn Rovers                                        |                                                         |                                                         |               | 3                 | -                                      |                                        |                                        |  |                   |                                           |                                           |                                           |             |   |                              |                              |                              |  |         |                  |                  |                  |
|  | Swansea City                                            | 1                                                       | -                                                       |               |                   |                                        |                                        |                                        |  |                   |                                           |                                           |                                           |             |   |                              |                              |                              |  |         |                  |                  |                  |
|  | Swansea City                                            | 1                                                       | -                                                       |               | Blackburn Rovers  | 4                                      | -                                      |                                        |  |                   |                                           |                                           |                                           |             |   |                              |                              |                              |  |         |                  |                  |                  |
|  |                                                         |                                                         |                                                         |               | Blackburn Rovers  | 4                                      | -                                      |                                        |  |                   |                                           |                                           |                                           |             |   |                              |                              |                              |  |         |                  |                  |                  |
|  |                                                         | Stoke City                                              | 1                                                       | -             |                   |                                        |                                        |                                        |  |                   |                                           |                                           |                                           |             |   |                              |                              |                              |  |         |                  |                  |                  |
|  | Rochdale                                                | Stoke City                                              | 1                                                       | -             | 1                 | -                                      |                                        |                                        |  |                   |                                           |                                           |                                           |             |   |                              |                              |                              |  |         |                  |                  |                  |
|  | Rochdale                                                |                                                         |                                                         |               | 1                 | -                                      |                                        |                                        |  |                   |                                           |                                           |                                           |             |   |                              |                              |                              |  |         |                  |                  |                  |
|  | Stoke City                                              | 4                                                       | -                                                       |               |                   |                                        |                                        |                                        |  |                   |                                           |                                           |                                           |             |   |                              |                              |                              |  |         |                  |                  |                  |

## Final
| 30 de maio de 2015 | Arsenal                                                    | 4 – 0   | Aston Villa | Estádio de Wembley, Londres            |
| 16:30 (UTC+1)      | Walcott 40' · Sánchez 50' · Mertesacker 62' · Giroud 90+3' | Resenha |             | Público: 89 283 Árbitro: Jonathan Moss |